# Dobson (Familienname)
Dobson ist ein englischer Familienname.

## Namensträger
- Andrew Dobson (* 1957), britischer Politikwissenschaftler
- Andrew P. Dobson (* 1954), US-amerikanischer Naturschutzbiologe und Hochschullehrer
- Anita Dobson (* 1949), englische Schauspielerin
- Arlette Dobson (* 1943), britische Schauspielerin
- Arthur Dobson (Cricketspieler) (1854–1932), englischer Cricketspieler
- Arthur Dobson (Rennfahrer) (1914–1980), britischer Autorennfahrer
- Arthur Dudley Dobson (1841–1934), neuseeländischer Vermesser und Ingenieur
- Barrie Dobson (1931–2013), britischer Historiker
- Bob Dobson (* 1942), britischer Geher
- Bonnie Dobson (* 1940), kanadische Sängerin und Songwriterin
- Brian Dobson (1931–2012), britischer Provinzialrömischer Archäologe und Hochschullehrer
- Charles Dobson (* 1999), britischer Leichtathlet
- Charlotte Dobson (* 1986), britische Seglerin
- Chris Dobson (* 1963), englischer Badmintonspieler
- Christine Dobson (* 1966), australische Hockeyspielerin
- Christopher M. Dobson (1949–2019), britischer Chemiker, Molekularbiologe und Biophysiker
- David Dobson (* 1962), US-amerikanischer Mathematiker
- Dina Portway Dobson (1885–1968), britische Archäologin
- Dominic Dobson (* 1957), US-amerikanischer Autorennfahrer
- Ewan Dobson (* 1981), kanadischer Gitarrist
- Fefe Dobson (* 1985), kanadische Sängerin
- Frank Dobson (Politiker, 1835) (1835–1895), australischer Politiker
- Frank Dobson (Bildhauer) (1886–1963), britischer Bildhauer
- Frank Dobson (Politiker, 1940) (1940–2019), britischer Politiker
- Gail Dobson (* ≈1950), US-amerikanische Jazzsängerin
- George Dobson (Fußballspieler, 1862) (1862–1941), englischer Fußballspieler
- George Dobson (Fußballspieler, 1897) (1897–??), englischer Fußballspieler
- George Dobson (Fußballspieler, 1910) (1910–2001), englischer Fußballspieler
- George Dobson (Fußballspieler, 1949) (1949–2007), englischer Fußballspieler
- George Dobson (Fußballspieler, 1997) (* 1997), englischer Fußballspieler
- George Edward Dobson (1848–1895), irischer Zoologe
- Gordon Dobson (1889–1976), britischer Meteorologe
- Henry Dobson (Politiker) (1841–1918), australischer Politiker
- Henry Austin Dobson (1840–1921), englischer Schriftsteller
- Henry Raeburn Dobson (1901–1985), schottischer Maler
- James Dobson (Schauspieler) (1920–1987), US-amerikanischer Schauspieler
- James Dobson (* 1936), US-amerikanischer Psychologe
- Jim Dobson (Eishockeyspieler) (James Herold Dobson; * 1960), kanadischer Eishockeyspieler
- John Dobson (Architekt) (1787–1865), britischer Architekt
- John Dobson (Astronom) (1915–2014), US-amerikanischer Astronom
- John Dobson (Rugbytrainer) (* 1970), südafrikanischer Rugby-Union-Trainer
- John Dobson (Sänger) (1930–2023), britischer Opernsänger (Tenor)
- Kevin Dobson (1943–2020), US-amerikanischer Schauspieler und Regisseur
- Louise Dobson (* 1972), australische Hockeyspielerin
- Michael Dobson (Anglist) (* 1960), britischer Anglist und Hochschullehrer
- Michael Dobson (* 1986), australischer Rugby-League-Spieler
- Noah Dobson (* 2000), kanadischer Eishockeyspieler
- Pat Dobson (1942–2006), US-amerikanischer Baseballspieler
- Patrick Howard-Dobson (1921–2009), britischer General
- Peter Dobson (* 1964), US-amerikanischer Schauspieler
- Rosemary Dobson (1920–2012), australische Dichterin
- Sasha Dobson (* 1979), US-amerikanische Musikerin und Songwriterin
- Smith Dobson (1947–2001), US-amerikanischer Jazzpianist
- Susan Dobson (* um 1985), australische Badmintonspielerin
- Tamara Dobson (1947–2006), US-amerikanische Schauspielerin und Fotomodell
- Terry Dobson (1937–1992), US-amerikanischer Aikido-Pionier, Aikido-Lehrer und Schriftsteller
- Warren Dobson (* 1980), neuseeländischer Curler
- William Dobson (um 1610–1646), englischer Maler
- William Charles Thomas Dobson (1817–1898), britischer Maler
- William J. Dobson (* 1973), US-amerikanischer Journalist